# Дормидонтов, Николай Иванович
Никола́й Ива́нович Дормидо́нтов (23 января (4 февраля) 1898, Санкт-Петербург, Российская империя — 24 октября 1962, Ленинград, СССР) — российский советский живописец и график, член Ленинградского Союза художников с 1932 года.
Дормидонтов наиболее известен в настоящее время своими графическими листами на производственную тему 1920-х годов, картинами на спортивные сюжеты 1930-х годов, широкую известность получили графическая серия «Ленинград в блокаде» (1942) и поздние пейзажи (1940—1950-е годы). Произведения художника в 1920—1930-е годы широко экспонировались на престижных зарубежных выставках: в Нью-Йорке, Афинах, Лондоне. В настоящее время они находятся в крупнейших российских музеях и частных собраниях

## Биография
Н. И. Дормидонтов родился 4 февраля 1898 года в Петербурге.

### Художественное образование
Художественное образование начал в Рисовальной школе Общества поощрения художеств, куда поступил в 1914 году. Среди его преподавателей были А. А. Рылов и И. Я. Билибин. Дормидонтов проучился в Рисовальной школе четыре года. В свободное время он делал зарисовки с гипсовых слепков античной скульптуры в музее Академии художеств. Один из его натюрмортов, созданных в это время, был приобретён для музея русского искусства при Рисовальной школе.
В 1918 году Н. И. Дормидонтов поступил в Петроградские государственные свободные художественно-учебные мастерские (размещались в здании Академии художеств, в 1921 году реформированы в Высшие художественно-технические мастерские — ВХУТЕМАС), но вскоре оставил учёбу. В годы Гражданской войны он был командирован Наркомпросом в Белоруссию в качестве члена коллегии ИЗО Наркомпроса Белоруссии. Там во время войны с Польшей Дормидонтов добровольно вступил в ряды Красной Армии и был направлен в политический отдел штаба Западного фронта, где работал над оформлением агитпоездов, агитпунктов, декорациями для театров и клубов Красной Армии. После окончания гражданской войны в 1920 году он возвратился в ПГСХУМ. Здесь в начале 20-х годов существовало более 15 мастерских различных направлений. Утвержденной программы занятий не было. Каждый профессор преподавал по разработанной им самим системе.
Попав в Петроградские мастерские, Н. И. Дормидонтов растерялся, он занимался у представителей различных направлений: в мастерских Д. Н. Кардовского, Г. М. Бобровского, В. Е. Татлина, К. С. Петрова-Водкина. В 1922 году в Высших художественно-технических мастерских состоялся первый послереволюционный выпуск художников. Н. И. Дормидонтов окончил институт по мастерской К. Петрова-Водкина с присвоением звания художника живописи. Издательство «Прибой» заказало выпускникам написать портреты путиловских рабочих. «Посещение завода, — вспоминал Н. И. Дормидонтов, — явилось важнейшим, решающим событием в моей творческой жизни». Н. И. Дормидонтов был взволнован этой темой и разрабатывал её многие годы.

### Николай Дормидонтов в поисках собственного стиля (1920-е годы)
В 1922 году Дормидонтов вступил в ряды АХРР, он стал инициатором создания филиала АХРР в Ленинграде в конце 1923 — начале 1924. Дормидонтова избрали председателем этого филиала. Он оказался в числе художников, которые первыми приступили к изображению производственной темы. Многие часы он проводил в цехах и шахтах, наблюдали за рабочими, беседуя с ними. Н. И. Дормидонтов создал в 20-х годах большое количество произведений, посвящённых Балтийскому судостроительному заводу, шахтам Урала, Донбасса, Днепрострою, где побывал в творческих командировках (если большинство мастеров не придавали внимания тяжёлым условиям и работали с увлечением, то для Дормидонтова в 1925 году в Донбассе это стало тяжёлым испытанием — художник признаётся в письмах, что «работать нет никакого желания», и называет причину — стремление вернуться в Ленинград к своей невесте).
Также художник состоял в объединениях «Община художников» (c 1921), «Шестнадцать» (1923—1928), «Общество живописцев» (1928—1930; член-учредитель), «Цех художников» (1930—1932). В 1923—1929 годах преподавал в Ленинградском художественно-промышленном техникуме. До войны художник занимал достаточно высокие должности в руководящих ленинградской культурой структурах: он был членом Президиума и председателем Изобразительного отдела Наркомпроса Ленинграда, членом правления Всероссийского союза кооперативных товариществ работников изобразительного искусства.

### Николай Дормидонтов в 1930-е годы
Наиболее ярко раскрытой темой в творчестве художника в 1930-е годы стал спорт. Некоторые из его картин получают широкую известность. Самыми удачными в этот период искусствоведы считают монументальные полотна «Спартакиада Балтфлота» (1933) и «Футбольный матч СССР — Турция» (1935). Картины близки по сюжету — в каждой изображён момент напряжённой борьбы за мяч у ворот. Такое полотно невозможно было писать непосредственно с натуры, так как положение тела игроков быстро меняются. При работе с натурщиком можно запечатлеть только отдельные детали и отдельные эпизоды. Сложнее передать изображение быстро движущихся фигур, цветовые и световые эффекты. Дормидонтову удалось показать напряжённость борьбы, волю к победе. Этого он добивается динамичной композицией и умелым воспроизведением необычайно сложных и причудливых движений игроков. Художник тщательно прорисовывает мускулатуру физкультурников, что даёт ему возможность передать силу и напряжённость их тел. При этом, стремясь к максимальной выразительности в изображении борьбы, он придал позам и движениям футболистов избыточную экспрессию и динамику, из-за этого картины обрели элемент условности.
В картине «С. М. Киров на лыжной прогулке» (1936), по мнению советских искусствоведов, художник создал убедительные образы советских людей. Киров в окружении молодёжи изображён в момент отдыха на лыжной прогулке. Лица лыжников задорны, естественны, их позы непринуждённы. В первый раз Дормидонтов передаёт портретные черты изображённых. Картина благодаря этому приобрела конкретность и стала реалистичной.

### Дормидонтов в годы Отечественной войны. Серия «Ленинград в блокаде»
В годы Великой Отечественной войны Дормидонтов находился в блокированном Ленинграде. К этому времени относится его наиболее известная графическая серия «Ленинград в блокаде» (1942, Русский музей). Серия состоит из шести листов. События развиваются в ней в хронологической последовательности. Первый лист — «Зарево над Ленинградом» — передаёт жизнь города под массированными налётами немецкой авиации. Композиция рисунка строится на развитии действия от одного объекта к другому по принципу панорамы. На первом плане изображены разрушенные здания. Слева — дом с рухнувшей стеной (видны комнаты, обвалившиеся перекрытия, сорванные оконные рамы, поломанная мебель). Справа — стена с балками и свисающими досками. Между ними — крыша здания, на которой находятся бойцы ПВО. На втором плане композиции дан общий вид Ленинграда. Автор слегка смещает пространственные отношения между первым и вторым планом, поднимая линию горизонта.
Следующие два рисунка — «Очередь в булочную» и «Во дворе» — рассказывают о трудностях блокадной зимы 1941—1942 годов. На втором из них сюжет раскрывается через показ быта города. Композиция рисунка лаконична — на фоне многоэтажного здания, занимающего весь второй план, изображён двор жилого дома. В этом замкнутом пространстве развёртывается действие. Истощённые женщины несут лежащий на одеяле труп. Тут же стоит худенький мальчик. Тяжело опирается на палку старуха, закутанная в платок. Перед ней — женщина с ведром воды. Забиты фанерой и досками оконные проёмы дома. Двор завален поломанными кроватями, проржавевшими вёдрами. Дормидонтов пользуется мягкой, живописной линией, варьирует различные приёмы соответственно содержанию.
Четвёртый лист серии — «Срочный заказ для фронта», он изображает цех ленинградского завода. Цех полуразрушен, но в обледеневшем помещении продолжают ремонтироваться танки для фронта. Танки стоят вплотную, подчёркивая монументальность композиции. Дормидонтов освещает корпус первого танка, акцентируя внимание на его броне и фигурах рабочих. Всё остальное пространство погружено в тень, которую прорезают отдельные лучи света. Листы «Очистка города» и «У воды» изображают подвиг рядовых жителей города: на одном изображены взрослые и дети, расчищающие улицы от снега, на другом — группа людей, пришедших к восстановленному водопроводному крану. Графическая серия Дормидонтова — не жанровые сценки, а обобщённые картины жизни города.
В 1943—1945 годах Дормидонтовым были созданы ещё несколько графических листов, посвящённых блокаде: «Постройка дзота» (1943), «Работа пожарных команд после обстрела» (1943), «Зима 1941—1942 года в Ленинграде» (1945), «Строительство кораблей на ленинградском судостроительном заводе» (1945). Этой же теме посвящены картины «Ремонт танков» (1943), «Во дворе» (1943), «Ленинград в дни блокады» (вариант 1943 года находится в Русском музее, более ранний вариант картины 1942 года находится в Нижегородском художественном музее, он выставлялся в большом зале Союза художников Ленинграда, а потом был доставлен в составе выставки ленинградских художников-блокадников самолётом в Москву). Уже после войны Дормидонтов создал полотна «Ленинградский завод» (1947), «Десант в Пинске 12 июля 1944 году» (1951), «Эвакуация раненых» (1954).

### Послевоенный период в творчестве художника
В послевоенные годы художник впервые создал работы в жанре пейзажа, постепенно пейзаж переместился в центр его творческих интересов. Изображал он обычно село Рождествено в Ленинградской области. Н. И. Дормидонтов писал пейзажи в различное время года, но чаще всего — весну. Она интересовала его состоянием развития и обновления («Берёзовая аллея. Март», 1954, «Апрель», 1954, «Весенний ручей», 1950, «Май», 1950).
Н. И. Дормидонтов скончался 24 октября 1962 года в Ленинграде на 65-м году жизни. Похоронен на Богословском кладбище.

## Эволюция творчества
Наиболее сильное влияние на Дормидонтова в юности оказал Д. Н. Кардовский. Его система обучения строилась на традициях академической школы. Дормидонтов увлекался также творчеством Петрова-Водкина, на время его захватили конструктивистские опыты Татлина, но увлечение формализмом было непродолжительным.
Большое количество ранних работ художника выполнена в графике, тушью или карандашом, это было вызвано непривычными условиями творчества (обычно это зарисовки на промышленных предприятиях во время рабочего дня) и его хорошей школой в области рисунка. Рабочий часто превращался у него в придаток машины, лишался индивидуальности с целью более точного изображения ритма движения («Днепрострой», 1931; «Монтаж парового котла на заводе имени Сталина», 1932). В 20-х годах Николай Дормидонтов создал ряд значительных произведений («Подъёмник угля из шахт Кизеловских копей» (1924), «Березниковский содовый завод» (1924), «Ленинградский судостроительный завод» (1924), "Мартеновская печь на заводе «Югсталь» (1926)). Первоначально подобные работы художника скованные и суховатые, позже — более свободные по композиции.
В работе «Мартеновская печь на заводе „Югсталь“» обращает внимание удачно найденная композиция. Художник воспроизводит только центральную часть заводского цеха. Он запечатлел грандиозные размеры завода. Его мощь подчёркивается соотношением фигур рабочих и помещения. Дормидонтов воспроизводит оборудование цеха, подмечает и красоту обстановки — величие масштабов, эффектность освещения цеха во время разливки металла. Автор прорабатывает отдельные детали изображаемого, тщательно моделирует форму, он точен в рисунке. Однако, акцентируя индустриальный мотив, художник не уделяет должного внимания человеку. Произведение отличается характерной для этого периода его творчества графичностью.
Редким примером произведений романтического плана в творчестве Н. И. Дормидонтова может служить графическая работа «Днепрострой» (1931). В листе «Днепрострой» его увлекают масштабы стройки, фееричность ночных работ, которые озаряются светом ламп. В рисунке труд превращается в зрелище, грандиозное и несколько фантастическое.
Реалистическое начало в работах Дормидонтова усиливается в 1930-е годы. Он продолжал работать в графике, изображая заводские интерьеры и индустриальные пейзажи, но в его искусстве происходят изменения — он пытается создать положительный образ советского человека. Для этого он обращается к теме спорта, чтобы показать силу и красоту, радость жизни советского человека. С этого времени Дормидонтов начинает активно работать как живописец.
Николай Дормидонтов в 30-е годы детально и на практике изучает жизнь спортсменов: посещает спортивные площадки и стадионы, присутствует на тренировках и соревнованиях. На одном из крупнейших стадионов Ленинграда — «Динамо» — для него даже была создана мастерская. Здесь художник выполнил ряд больших полотен. Целостнее и выразительнее, чем в предыдущих картинах, в 30-е годы художник использовал колорит, хотя он сохранял ещё жёсткость в передаче воздушных масс. Художественные критики 30-х годов отмечали, что Дормидонтову в большей мере, чем современникам, удавалось передать выносливость, красоту и силу советского человека, его оптимизм. Полотна художника украшали помещения многих спортивных залов и стадионов.
В годы Великой Отечественной войны Дормидонтов вернулся к графике. Графическая серия «Ленинград в блокаде» выполнена тушью, кое-где графические листы подцвечены жёлтым и синим карандашом. Дормидонтов не создаёт в этой серии резких контрастов чёрного и белого, а использует полутона. Сознательная монохромность придаёт образам лаконичность и цельность.
В послевоенное время Дормидонтов, работавший в основном в жанре пейзажа, в своих произведениях прибегал к многоплановой композиции с высокой линией горизонта, что позволяет передавать просторы природы. Художник не дробил форму мелкими живописными мазками, оперируя крупными тональными пятнами. Пейзажам его свойственна была небрежность мазка, недостаточная проработанность формы, иногда мало внимания он уделял второму плану картины.
В настоящее время историки искусства особо подчёркивают академические элементы в творчестве художника. Современный искусствовед Лев Мочалов отмечает, что Николай Дормидонтов как бы соревнуется со старыми мастерами, работая в стиле неоакадемизма. Предметы в его работах переданы подчёркнуто объёмно. Но выражение предметности достигается ценой утраты живописно-колористических качеств. «Натюрморт с черепом» (1929, ГРМ), по его мнению, отдаёт холодом, настораживает отчужденностью предметов, изображённых на нём. А. И. Струкова в своей кандидатской диссертации относит к академизму поздние пейзажи художника. Б. И. Иогансон находит в творчестве Дормидонтова влияние немецкой «новой вещественности». В картинах «Окраина Ленинграда. Музыканты» (1928) и «Лыжница» он отмечает влияние немецкого экспрессионизма и Питера Брейгеля Старшего.

## Известные работы

### «Лыжница»
Черты нового стиля Дормидонтова, сформировавшегося в 1930-х годах, впервые определились в картине «Лыжница» (1931). Спортсменка изображена на первом плане картины, ей художник отвёл большую часть полотна. Художник передаёт задор спортсменки, однако произведение трудно назвать реалистическим в общепринятом понимании. Лицо и фигура лыжницы стилизованы, движения скованы и неестественны, условен колорит (нацеленный на создание иллюзии объёма и материальности). Картины этого периода, по мнению искусствоведов, наиболее интересны в колористическом отношении. В них наметился путь к преодолению условной трактовки цвета, характерной для более раннего периода. Дормидонтов перешёл к смелому сочетанию различных красок и к светотеневой моделировке объёма.
Колорит в более поздних произведениях 1930-х годов стал значительно реалистичней, чем в «Лыжнице»: небо, яркие майки, поле стадиона создают интенсивную красочную гамму, усиливающую жизнерадостное звучание картин. В картине 1934 года «Дискометатель Архипов» впервые лицо героя, его фигура и поза обрели простоту и естественность. Художник удачно передал индивидуальные портретные черты Архипова.

### «Киров на лыжной прогулке»
Картина «Киров на лыжной прогулке» (другое название — «Киров среди физкультурников», в настоящее время находится в коллекции Горловского художественного музея на Украине) была написана Николаем Дормидонтовым в 1937 году специально для экспонирования на Всесоюзной выставке «Индустрия социализма». Кандидат философских наук Вера Чайковская в монографии «Дух подлинности. Соцреализм и окрестности», оценивая самого автора полотна как «даровитого художника», достаточно негативно отзывается о самой картине. По её мнению, в работе над ней Дормидонтов словно «был скован по рукам и ногам». Сам Киров был убит три года назад, но картине он ещё жив. Тем не менее, фигура его на полотне кажется безжизненной. Чайковская даже сравнила его со статуей Командора из легенды о Дон Жуане. Его движения скованы. Черты лица отличаются, по выражению Чайковской, «полной аморфностью». В противоположность главному герою фигуры других лыжников представляются зрителю наполненными жизнью. Они «гибкие», подвижные, одеты в яркие костюмы. Убедительны и изображения снега и неба, которые, живописец, очевидно, писал на пленэре. Киров одет в военную форму цвета хаки. Автора монографии удивил взятый художником для одежды руководителя партийной организации цвет, он не характерен для Кузьмы Петрова-Водкина и творчества его прямых учеников, к которым относился Николай Дормидонтов.
Вера Чайковская отнесла полотно «Киров на лыжной прогулке» к числу картин Дормидонтова на спортивно-бытовую ему.

## Награды и признание
Произведения художника экспонировались на зарубежных выставках: в Нью-Йорке (1924, где он стал самым молодым из участников), Афинах (1927), в Лондоне (1934) и в других городах. Рисунок Дормидонтова «Погрузка соли (Солеварни в Новом Усолье)» находился в списке 256 наиболее ценных произведений искусства (под № 40), конфискованных немецкой зондеркомандой в Музее изобразительного искусства города Сталино. Конфискованные экспонаты были отправлены в распоряжение командующего немецкой группы армий «А» генерал-фельдмаршала В. Листа. Судьба экспонатов неизвестна.
Графическая серия «Ленинград в блокаде» была показана в 1942 году на Всесоюзной художественной выставке «Великая Отечественная война». За эту серию художнику был присуждён диплом 1-й степени. В ноябре 1943 года работы художника были широко представлены на первой в Ленинграде военной выставке на улице А. И. Герцена. В 1955 году вышла небольшая монография В. П. Князевой, посвящённая творчеству художника.
В настоящее время картины Николая Дормидонтова оцениваются на крупных британских аукционах до 20—25 тысяч фунтов стерлингов. В декабре 2010 года на аукционе MacDougall's «Зима в Юкках» Н. И. Дормидонтова была продана даже за 74 тысяч фунтов стерлингов, что почти в три раза превысило первоначальное предложение. Работы художника находятся в собраниях Государственной Третьяковской галерее, Русском музее, музее им. С. М. Кирова, Центральном музее Вооруженных Сил (Москва), в частных коллекциях России, Украины, Германии, США.